# ポール・スミス・トリオ
ポール・スミス・トリオ（Paul Smith Trio）は、ポール・スミス（Paul Smith、ピアノ）、ウィルフレッド・ミドルブルックス（ベース）、フランク・キャップ（ドラム）の3人から成るイージー・リスニング・ジャズ（ソフト・サウンディング・ジャズ）を代表するトリオ。
ポール・スミスは、歌伴プレイヤーとしてもエラ・フィッツジェラルドの「エラ・イン・ベルリン」はじめ多くの演奏を残している。
| スタブアイコン | サブスタブ | この項目は、まだ閲覧者の調べものの参照としては役立たない、音楽関係者（バンド等）に関連した書きかけの項目です。この項目を加筆・訂正などしてくださる協力者を求めています（P:音楽/PJ:芸能人）。 |